# Gemaal De Wilde Veenen

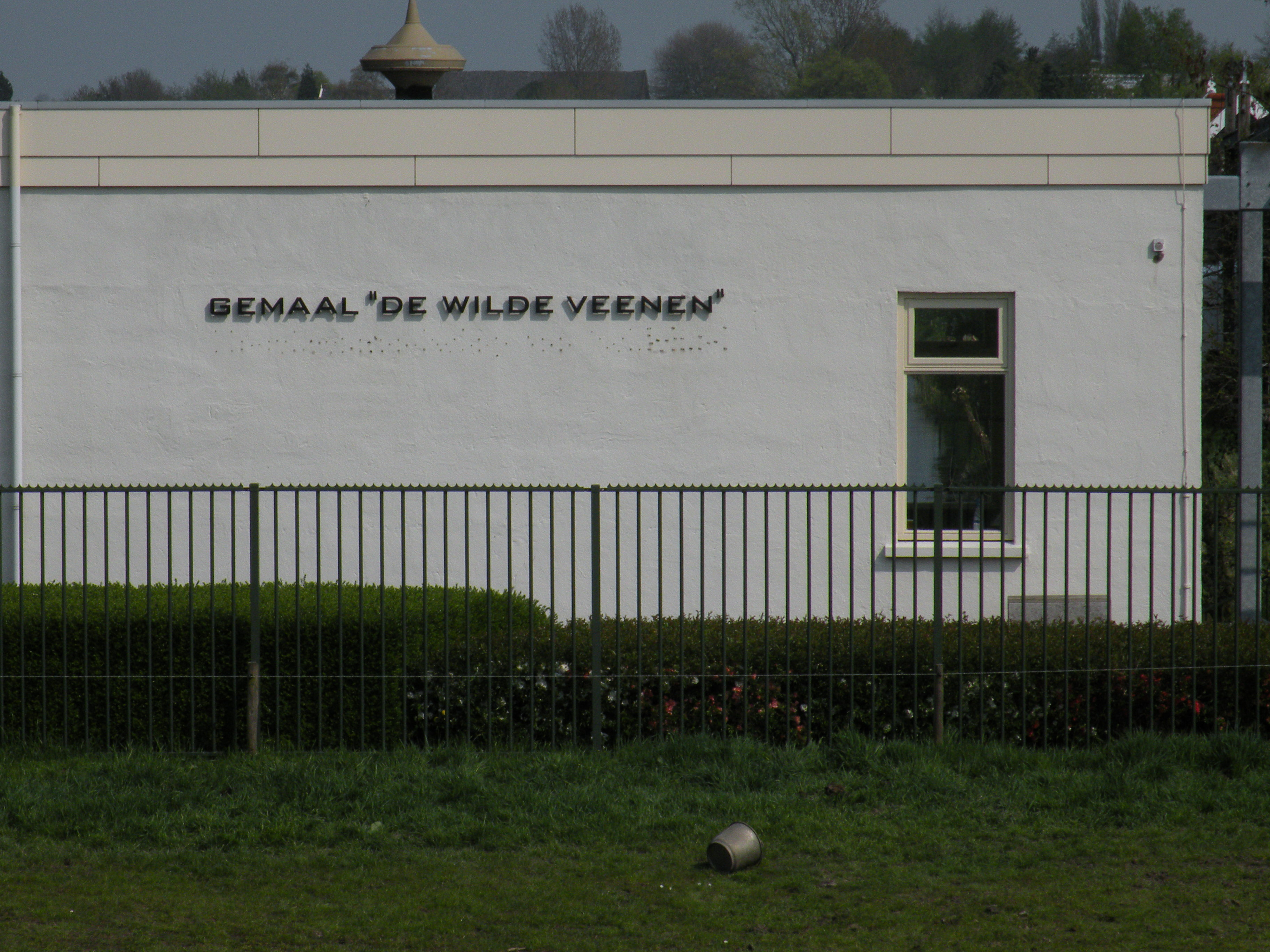
Gemaal "De Wilde Veenen"

De Wilde Veenen is een gemaal in de gemeente Zuidplas in de Nederlandse provincie Zuid-Holland. Het gemaal is verantwoordelijk voor het drooghouden van de polder de Wilde Veenen te Moerkapelle. Het gemaal bevindt zich aan de Grote Duikertocht naast Molen nummer 1. Het water uit de Duikertocht (dus van de polder) wordt door dit gemaal in de rivier de Rotte geloosd.

## Geschiedenis
Rond 1648 werd de polder de Wilde Veenen ingepolderd door zeven molens. Deze molens werden eerst door particulieren gefinancierd en later door het waterschap Hoogheemraadschap van Schieland. De molens hebben ruim drie eeuwen hun werk gedaan. Toen Moerkapelle van elektriciteit werd voorzien, kwam het waterschap op het idee om een gemaal te plaatsen. In 1926 werd het gemaal geplaatst. De molens werden afgeknot, en het gemaal deed het werk. Tegenwoordig is het gemaal nog steeds in gebruik, het is eigendom van het waterschap Hoogheemraadschap van Schieland en de Krimpenerwaard.